# Абу-Маді – Дум'ят
Абу-Маді – Дум'ят – газопровід на півночі Єгипту в дельті Ніла.
В 1989 – 1992 році почала роботу ТЕС Дум'ят, яку спроектували з розрахунку на використання природного газу родовища Абу-Маді, який проходив підготовку на газопереробному заводі Абу-Маді. Постачання блакитного палива забезпечили за допомогою трубопроводу завдовжки 42 км з діаметром 400 мм.
На початку 21 століття Дум'ят перетворився на потужний центр споживання природного газу (завод зі зрідження SEGAS LNG, завод азотних добрив MOPCO, завод метанолу Methanex Egypt, ТЕС Дум'ят-Захід), ресурс до якого надходить з офшорних родовищ по газотранспортному коридору Ідку – Ель-Гаміль. Як наслідок, трубопровід Абу-Маді – Дум'ят реверсували, при цьому з Абу-Маді блакитне паливо може подаватись далі на південь по газопроводу Абу-Маді – Тальха.